# Encyklopedia kultury bizantyńskiej
Encyklopedia kultury bizantyńskiej – polska encyklopedia, specjalistyczny leksykon, będący oryginalnym pomysłem polskich bizantynologów. Wydany w 2002 roku.

## Historia
Idea powstania sięga drugiej połowy lat 80., kiedy zaczęto nad nim prace. Istniała szansa, że będzie to pierwsza taka publikacja na świecie. Pomimo przygotowania maszynopisu w latach 90. nie udało się wydać tego projektu. W międzyczasie środowisko bizantynologów z całego świata pod kierunkiem Alexandra Kazhdana opracowało Oxford Dictionary of Byzantium (3 tomy, Nowy Jork 1991). Ostatecznie polski projekt ukazał się w Warszawie w 2002 roku nakładem wydawcy akademickiego Wydawnictwa Uniwersytetu Warszawskiego.
Encyklopedia liczy 1383 hasła, opracowane przez 25 pracowników naukowych (1 jest byłym pracownikiem), sygnując je własnym imieniem i nazwiskiem. Reprezentowali oni kilka ośrodków akademickich. Jedenastu autorów pracowało w Warszawie (Uniwersytet Warszawski – 8, Uniwersytet Kardynała Stefana Wyszyńskiego – 3 ), ośmiu: Kraków (Uniwersytet Jagielloński –  7, Wyższa Szkoła Filozoficzno-Pedagogiczna "Ignatianum" w Krakowie – 1), pięciu: Łódź (Uniwersytet Łódzki) i jeden: Katowice (Uniwersytet Śląski).
Uczeni, którzy podjęli się trudu opracowania encyklopedii, są historykami, filologami, patrologami, historykami sztuki. Uczeni z Uniwersytetu Łódzkiego wywodzili się z Zakładu Historii Bizancjum Instytutu Historii. Naukowcy z Uniwersytetu Jagiellońskiego byli skupieni wokół Zakładu Historii Bizancjum Instytutu Historii oraz Zakładu Historii Sztuki Bizantyńskiej Instytutu Historii Sztuki. Warszawscy filologowie zajmujący się Bizancjum pochodzili z Zakładu Filologii Greckiej, Bizantyńskiej i Nowogreckiej Instytutu Filologii Klasycznej Uniwersytetu Warszawskiego.
Hasła sporządzili: Jerzy Axer (UW) – 2 hasła, Małgorzata Borowska (UW) – 46 haseł, Sławomir Bralewski (UŁ) – 27 haseł, Waldemar Ceran (UŁ) – 276 haseł, Helena Cichocka (UW) - 186 haseł, Małgorzata Dąbrowska (UŁ) – 133 hasła, Maria Dzielska (UJ) – 6 haseł, Oktawiusz Jurewicz (UW) – 120 haseł, Lech Kalinowski (UJ) – 8 haseł, Maciej Kokoszko (UŁ) – 25 haseł, Piotr Krupczyński (UŁ) – 99 haseł, Jakub Z. Lichański (UW) – 2 hasła, ks. Wincenty Myszor (UŚ) – 18 haseł, ks. Józef Naumowicz (UKSW) – 6 haseł, ks. Kazimierz Obrycki (UKSW) – 14 haseł, Stanisław Rek (UW) –9 haseł, Anna Różycka-Bryzek (UJ) – 10 haseł, Maciej Salamon (UJ) – 276 haseł, Aleksander Siemaszko (UJ) - 14 haseł, Małgorzata Smorąg-Różycka (UJ) – 3 hasła, ks. Emil Stanula (UKSW) – 32 hasła, ks. Marek Starowieyski (UW) – 48 haseł, Stanisław Turlej (UJ) - 15 haseł, Marek Wilczyński (WSP Kraków) – 8 haseł, Ewa Wipszycka (UW) – 2 hasła.